# Suffer Well
Singles de Depeche Mode
A Pain That I'm Used To
(2005) John the Revelator / Lilian
(2006)
Pistes de Playing the Angel
John the Revelator
(2) The Sinner in Me
(4)
Suffer Well est le quarante-troisième single de Depeche Mode.
Il s'agit du troisième titre extrait de l'album Playing the Angel. Il est sorti le 27 mars 2006 en Europe et le lendemain aux États-Unis ; ce morceau est composé par Dave Gahan, Andrew Phillpott et Christian Eigner. C'est le premier single de Depeche Mode dont les paroles sont écrites par Dave Gahan, il s'agit aussi du premier single depuis Just Can't Get Enough (sorti en 1981) qui n'a pas été composé par Martin L. Gore. Les faces b sont Better Days et The Darkest Star (composées par Martin L. Gore).

## Formats et listes des titres
| 7" Mute / Bong37 (EU) 1. Suffer Well (Metope Vocal Remix) - 6:28 2. The Darkest Star (Monolake Remix) - 5:54 12" Mute / 12Bong37 (EU) 1. Suffer Well (Tiga Remix) - 6:28 2. Suffer Well (Tiga Dub) - 5:29 3. Suffer Well (Narcotic Thrust Vocal Dub) - 6:44 12" Mute / L12Bong37 (EU) 1. Suffer Well (Metope Remix) - 6:53 2. Suffer Well (Metope Vocal Remix) - 6:28 3. Suffer Well (M83 Remix) - 4:31 4. Better Days (Basteroid "Dance Is Gone" Vocal Mix) - 7:09 12" Mute / XL12Bong37 (EU) 1. The Darkest Star (Holden Remix) - 7:47 2. The Darkest Star (Holden Dub) - 7:56 CD Mute / CDBong37 (EU) 1. Suffer Well (single version) - 3:20 2. Better Days - 2:28 CD Mute / LCDBong37 (EU) 1. Suffer Well (Tiga Remix) - 6:28 2. Suffer Well (Narcotic Thrust Vocal Dub) - 6:44 3. Suffer Well (Alter Ego Remix) - 6:14 4. Suffer Well (M83 Remix) - 4:31 5. Suffer Well (Metope Vocal Remix) - 6:28 6. Suffer Well (Metope Remix) - 6:53 DVD Mute / DVDBong37 (EU) 1. Suffer Well (video) - 3:50 2. Suffer Well (Alter Ego Dub) 3. Better Days (Basteroid "Dance Is Gone" Vocal Mix) - 7:09 Promo 12" Mute / P12Bong37 (EU) 1. Suffer Well (Tiga Remix) - 6:28 2. Suffer Well (Tiga Dub) - 5:29 3. Suffer Well (Narcotic Thrust Vocal Dub) - 6:44 Promo 12" Mute / PL12Bong37 (EU) 1. Suffer Well (Metope Remix) - 6:53 2. Suffer Well (Metope Vocal Remix) - 6:28 3. Suffer Well (M83 Remix) - 4:31 4. Better Days (Basteroid "Dance Is Gone" Vocal Mix) - 7:09 | Promo 12" Mute / PXL12Bong37 (EU) 1. The Darkest Star (Holden Remix) - 7:47 2. The Darkest Star (Holden Dub) - 7:56 Radio Promo CD Mute / RCDBong37 (EU) 1. Suffer Well (single version) - 2:47 2. Suffer Well - 3:50 Club Promo CD Mute / PCDBong37 (EU) 1. Suffer Well - 3:50 2. Suffer Well (Tiga Remix) - 6:28 3. Suffer Well (Tiga Dub) - 5:29 4. Suffer Well (Narcotic Thrust Vocal Dub) - 6:44 5. Suffer Well (Alter Ego Remix) - 6:14 6. Suffer Well (Metope Remix) - 6:53 7. Suffer Well (Metope Vocal Remix) - 6:28 8. Suffer Well (M83 Remix) - 4:31 9. Suffer Well (M83 Instrumental) - 4:42 10. Better Days (Basteroid "Dance Is Gone" Vocal Mix) - 7:09 11. Better Days (Basteroid "Dance Is Gone" Remix) - 7:10 Promo CD Reprise / PRO-CD-101702 (US) 1. Suffer Well (Single Version) - 2:52 2. Suffer Well (Album Version) - 3:50 Promo CD Reprise / PRO-CDR-101770 (US) 1. Suffer Well (Tiga Remix) - 6:28 2. Suffer Well (Dirty Monkey Remix) - 9:00 3. Suffer Well (Tiga Dub Version) - 5:29 4. Suffer Well (Narcotic Thrust Vocal Dub) - 6:44 5. Suffer Well (Metope Vocal Remix) - 6:28 6. Suffer Well (Metope Remix) - 6:53 7. Suffer Well (Alter Ego Remix) - 6:14 8. Suffer Well (M83 Remix) - 4:42 Téléchargements 1. Suffer Well (Alter Ego Remix Edit) - 4:38 2. Suffer Well (Metope Remix Edit) - 4:32 3. Suffer Well (Metope Vocal Remix Edit) - 4:26 4. Suffer Well (Narcotic Thrust Vocal Dub Edit) - 4:48 5. Suffer Well (Tiga Remix Edit) - 4:56 6. Suffer Well (Tiga Dub Version) - 5:29 |

## Classements
| Chart (2006)                   | Peak position |
| ------------------------------ | ------------- |
| Autriche                       | 67            |
| Danemark                       | 1             |
| Finlande                       | 6             |
| France                         | 87            |
| Allemagne                      | 13            |
| Hongrie                        | 1             |
| Italie                         | 5             |
| Pologne                        | 3             |
| Espagne                        | 2             |
| Suède                          | 20            |
| Suisse                         | 66            |
| Royaume-Uni (UK Singles Chart) | 12            |
| US Hot Dance Club Play         | 1             |
| US Hot Modern Rock Tracks      | 38            |